# Operation Wolf
Operation Wolf – jedna z pierwszych gier rail shooter, wykorzystujących perspektywę z pierwszej osoby, przeznaczona na różnego rodzaju konsole do gier, również na system operacyjny DOS. Wydana została w 1988 roku przez Taito Corporation.
Gracz wciela się w komandosa. Ekran cały czas przesuwa się automatycznie w bok, a kolejni przeciwnicy próbują atakować postać gracza. Jego zadaniem jest ich likwidacja, walczy też z różnymi pojazdami. Do dyspozycji ma karabin i granaty.
Gra ma 6 poziomów, więc można ją szybko ukończyć.